# Colin Humphreys
Colin John Humphreys CBE,FRS (24 de maio de 1941) é um físico britânico. É professor de ciência dos materiais da Queen Mary Universidade de Londres. Foi Goldsmiths' Professor of Materials Science na Universidade de Cambridge e professor de física experimental da Royal Institution em Londres. Foi presidente do Institute of Materials, Minerals and Mining em 2002 e 2003. Seus interesses de pesquisa incluem "todos aspectos da microscopia eletrônica e análise, semicondutores (particularmente nitreto de gálio), materiais aeroespaciais para temperaturas ultra elevadas e supercondutores". Humphreys também "estuda a bíblia quando não está realizando seu trabalho como cientista dos materiais."

## Prêmios e honrarias
Humphreys foi eleito em 1996 fellow da Royal Academy of Engineering. Em 2011 foi eleito Membro da Royal Society. Recebeu e Medalha Real de 2021.